# Shevrin Jones
Shevrin D. Jones (sinh ngày 12 tháng 10 năm 1983) là một thành viên Dân chủ của Hạ viện Florida, đại diện cho Quận 101, bao gồm phía đông nam Quận Broward, kể từ năm 2012.
Jones là người da đen đồng tính công khai đầu tiên và người da đen LGBT công khai đầu tiên được bầu vào Cơ quan lập pháp Florida.

## Lịch sử
Jones được sinh ra ở Hollywood để Eric Jones, Thị trưởng hiện tại của West Park. Ông theo học tại Đại học Florida A&M, nơi ông tốt nghiệp bằng hóa sinh và sinh học phân tử năm 2006. Sau khi tốt nghiệp, ông trở về Nam Florida, nơi ông dạy môn Hóa học vị trí nâng cao tại Trường Công lập Quận Broward, và sau đó làm giảng viên AP Biology tại Trường Trung học Đại học Florida Atlantic.
Năm 2010, ông chạy đua vào một vị trí trong Ủy ban Quận Broward ở Quận 8, chạy đua với Barbara Sharief và Angelo Castillo. Jones đã tấn công Sharief và Castillo trong một người đưa thư về việc họ sẽ phải từ chức trong chính quyền địa phương nếu họ được bầu, tuyên bố: "Cả hai đối thủ của tôi đều là chính trị gia đương nhiệm đã từ bỏ lời thề của họ để phục vụ chúng tôi trong nhiệm kỳ đầy đủ  Họ đã vận động. Bây giờ, những người nộp thuế của Pembroke Pines và Miramar sẽ phải trả thêm hàng ngàn đô la cho cuộc bầu cử đặc biệt cần thiết để thay thế họ. Điều đó thật sai lầm." Jones đứng ở vị trí thứ ba, nhận được 17% phiếu bầu cho 62% của Sharief và 21% của Castillo.
Năm 2018, Jones công khai đồng tính, do đó trở thành người da đen đồng tính công khai đầu tiên và người da đen LGBT công khai đầu tiên phục vụ trong Cơ quan lập pháp Florida.